# Oei Tjie-sien
Oei Tjie-sien  (chin. 黄志信, Huáng Zhìxìn; * 1835 in Tongan, Fujian; † 1909) war ein chinesischer Unternehmer in Indonesien und Vater von Oei Tiong Ham.

## Leben
Oei Tjie-sien war ein Beamter in Fujian. 1858 flüchtete er nach Semarang, Indonesien, nachdem er während des Taiping-Aufstands gegen die Qing-Dynastie rebelliert hatte. In Semarang arbeitete er zunächst in einem Geschäft mit chinesischem Chef, dessen Tochter er später heiratete. Aus dieser Beziehung gingen acht Kinder hervor.  

## Leistungen
Im Jahr 1863 gründete Oei Tjie-sien ein Unternehmen mit dem Namen Kian-gwan Kongsi (建源公司, Jianyuan Gongsi). Dieses Unternehmen wurde später unter der Leitung seines Sohnes Oei Tiong Ham (黄仲涵, Huáng Zhònghán) zum ersten multinationalen Konglomerat Südostasiens. 
Er hinterließ ein Vermögen von 17,5 Millionen Gulden und schuf die Voraussetzungen für weitere Erfolge seines Sohnes Oei Tiong Ham, der seinerzeit der reichste Mann Südostasiens wurde.
| Personendaten    | Personendaten            |
| ---------------- | ------------------------ |
| NAME             | Oei Tjie-sien            |
| ALTERNATIVNAMEN  | Huáng Zhìxìn             |
| KURZBESCHREIBUNG | chinesischer Unternehmer |
| GEBURTSDATUM     | 1835                     |
| GEBURTSORT       | Tongan, Fujian           |
| STERBEDATUM      | 1909                     |